# Eugénia Tabosa
Eugénia Tabosa, nome artístico de Maria Eugénia Gonçalves Tabosa Dias (Lisboa, 16 de dezembro de 1931 – São Paulo, 30 de janeiro de 2022) é uma pintora e escritora, professora, ilustradora e ceramista portuguesa. Licenciada em Pintura pela Faculdade de Belas Artes de Lisboa, trabalhou também em cerâmica e azulejaria; fez restauro arqueológico e lecionou Educação Visual no ensino público por mais de 26 anos em Portugal. Mudou-se para São Paulo em 2005.[carece de fontes?]
Foi casada com o publicitário e criador de jogos Mário Seabra, com quem teve três filhos (Carlos, Dulce e Eduardo) e com o arquiteto e arqueólogo Manuel Gustavo Fernandes Marques, com quem teve dois filhos (Gustavo e João).[carece de fontes?]
Em artes plásticas trabalhou com técnicas de óleo sobre tela,  aquarela, sumi-ê, desenhos a lápis e a nanquim, serigrafia, cerâmica baixo fogo, argila com engobe, terracota brunida, pintura em porcelana, pintura em seda, fotografia.[carece de fontes?]
Depois do 25 de Abril de 1974, a Revolução dos Cravos em Portugal, participou da pintura de muros e painéis em atividades de militância nas áreas de cultura e educação. Nessa época, cursou, juntamente com sua filha Dulce Seabra, durante dois anos, oficinas do Teatro do Oprimido com Augusto Boal, então exilado em Portugal.[carece de fontes?]
Começou a escrever e publicar poesia, haicais e microcontos em blogs e sites na internet, usando a experiência visual em sua produção poética, tendo publicado seus três livros nos últimos seis meses de vida: Ao sabor do vento , com prefácio de Eduardo Alves da Costa, Microcontos, com prefácio de José Santos Matos, e Haicais , com prefácio de Carlos Seabra, todos com as ilustrações do miolo e da capa de sua autoria.[carece de fontes?]

## Livros publicados
- Ao sabor do vento (Arribaçã Editora - Cajazeiras, PB) 2021. ISBN 9786558542933
- Microcontos (Estúdio Aspas - São Paulo, SP) 2021. ISBN 9786588145036
- Haicais (Terra Redonda Editora - São Paulo, SP) 2021. ISBN 9786586265552
- Meu amor é um anjo - antologia de contos, vários autores (Editora Draco - São Paulo, SP) 2012. ISBN 9788562942228
- Moedas Para o Barqueiro - Contos Fantásticos Sobre a Morte - vários autores (Andross Editora - São Paulo, SP) 2010. ISBN 9788599267431